# Virada Cultural Paulista
Virada Cultural Paulista é um evento cultural que acontece desde 2006 em vários municípios do interior e do litoral do estado de São Paulo. Promovido pela Secretaria de Estado da Cultura de São Paulo, de 2006 a 2015, mais de 7.100 atividades culturais foram desenvolvidas para um público de mais de 10 milhões de pessoas.
O festival é derivado da Virada Cultural, que acontece no município de São Paulo, a capital do estado, criada em 2005. Até a edição de 2017, o evento alcançava cerca de 23 municípios do estado, em 2018 o número de cidades que receberam o evento chegou a 34.

## Histórico
A Virada Cultural na capital paulista se tornou uma referência no calendário de eventos da cidade. Em 2007, o então governador José Serra estendeu o festival também para o interior e litoral, ao criar a virada Cultural Paulista, que teve início como um projeto-piloto em dez cidades do estado. O evento teve continuidade nos anos seguintes e o número de cidades foi expandido.
Em 2018, as 34 cidades participantes eram: Andradina, Assis, Bauru, Birigui, Botucatu, Cananéia, Casa Branca, Cerquilho, Dracena, Franca, Garça, Guarulhos, Ibitinga, Iguape, Ilha Solteira, Indaiatuba, Itapetininga, Joanópolis, Limeira, Marília, Mogi das Cruzes, Olímpia, Pedreira, Registro, Santa Bárbara D’Oeste, Santos, São Caetano do Sul, São Carlos, São Sebastião, São Vicente, Sertãozinho, Sorocaba, Taubaté e Votuporanga.

## Organização
No interior, as atividades não são ininterruptas e acontecem em intervalos de aproximadamente cinco horas entre a última apresentação da madrugada do domingo e a retomada da programação pela manhã do mesmo dia. O evento geralmente ocorre em maio, simultaneamente em todos os municípios participantes, a quantidade de apresentações artísticas também varia entre as cidades, devido ao porte de cada região e capacidade dos equipamentos culturais disponíveis.
A Virada Cultural Paulista é uma realização da Secretaria de Estado da Cultura de São Paulo em parceria com as prefeituras dos municípios, mas em alguns locais também há uma parceria com as unidades do Serviço Social do Comércio (SESC) e o Serviço Social da Indústria (SESI). Alguns municípios também agregam as atividades à programação da Virada Cultural Paulista. Toda a programação é gratuita e ocorre em áreas livres das cidades, além de teatros, cinemas e outros equipamentos culturais.